# Weltsynode
Die Weltsynode 2021–2024 (kurz: Synode 2021–2024, Weltsynode) wurde von Papst Franziskus einberufen. Sie sollte das Thema „Für eine synodale Kirche – Gemeinschaft, Teilhabe und Mission“ behandeln und mit der 16. ordentlichen Generalversammlung der Bischofssynode der römisch-katholischen Kirche in Rom abgeschlossen werden. Dies war ursprünglich für das Jahr 2023 geplant und wurde dann auf das Jahr 2024 ausgedehnt.[veraltet] Generalsekretär war der maltesische Kardinal Mario Grech.
Papst Franziskus veröffentlichte im Vorfeld der Weltsynode das Apostolisches Schreiben Laudate Deum, in welchem er sich gegen die Klimawandelleugnung und für zügige und umfassende Maßnahmen zur Bekämpfung der Klimakrise aussprach.
Die Weltsynode war der erste Prozess in der Kirchengeschichte, zu dem jedes Kirchenmitglied aufgerufen war, sich an der Vorbereitung zu beteiligen.

## Vorgeschichte
Die Organisation der Weltsynode erfolgt im ständigen Generalsekretariat der Bischofssynode als dauerhaftem Verfassungsorgan des Vatikans. Zum Generalrelator der Weltsynode ernannte Papst Franziskus am 8. Juli 2021 Jean-Claude Kardinal Hollerich SJ, Erzbischof von Luxemburg. Seit 2021 war mit Nathalie Becquart eine Frau für die Organisation der Weltsynode als Unterstaatssekretärin verantwortlich.
Die Weltsynode wurde als umfänglicher Prozess gestaltet. In einem 3-phasigen Verfahren, dessen Zeitplanung festgelegt wurde, sollen die Meinungen in der gesamten Breite der Weltkirche von allen Mitgliedern berücksichtigt werden können.

## Ziel und Themen
Das Ziel der Weltsynode war es, eine synodale Kirche zu leben, die die Teilhabe aller ermöglicht. Erreicht werden sollte eine neue Beratungs- und Beschlusskultur in der katholischen Kirche. Damit stärkt Papst Franziskus „die Gesamtheit der Gläubigen, die im Glauben nicht irren kann“ (Lumen gentium Nr. 12) gegenüber dem kirchlichen Lehramt. Auf diese Weise erhofft sich der Papst eine „synodale Bekehrung“ der Kirche (VD Nr. 2). Er habe damit gleichsam die „Reset-Taste gedrückt“, meint die Kirchenrechtlerin und Beraterin des weltweiten synodalen Prozesses, Myriam Wijlens. Der Papst und die Organisatoren legen Wert auf den geistlichen Aspekt der Synode, die Beratungen wurden von Gebeten und Gottesdiensten begleitet.
Nach der Initiierung durch den Papst im Herbst 2021 wurde vom Vatikan ein Vorbereitungsdokument (VD) erstellt, das unter anderem eine thematische Gliederung in zehn Themenfeldern vorsieht und von der Deutschen Bischofskonferenz als Vademecum konkretisiert wurde.
Diese Themenfelder sind:
1. Die Weggefährten: In der Kirche und in der Gesellschaft gehen wir Seite an Seite auf der gleichen Straße.
2. Zuhören: Das Zuhören ist der erste Schritt. Es erfordert aber, ohne Vorurteile, offenen Geistes und Herzens zu sein.
3. Das Wort ergreifen: Alle sind eingeladen, mit Mut und Freimut [Parrhesie] zu sprechen, d. h. Freiheit, Wahrheit und Liebe zu integrieren.
4. Feiern: Ein „gemeinsames Gehen“ ist nur möglich, wenn es im gemeinsamen Hören auf das Wort Gottes und in der Feier der Eucharistie gründet.
5. Mitverantwortung in der Sendung: Die Synodalität steht im Dienst der Sendung der Kirche, an der teilzuhaben alle Glieder berufen sind.
6. In der Kirche und in der Gesellschaft Dialog führen: Der Dialog ist ein Weg der Beständigkeit, der auch Schweigen und Leiden umfasst, aber in der Lage ist, die Erfahrungen der Menschen und der Völker aufzugreifen.
7. Mit den anderen christlichen Konfessionen: Der Dialog unter Christen verschiedener Konfessionen, vereint in der einen Taufe, hat im synodalen Weg einen besonderen Rang.
8. Autorität und Teilhabe: Eine synodale Kirche ist eine Kirche der Teilhabe und der Mitverantwortung.
9. Unterscheiden und entscheiden: In einem synodalen Stil wird durch Unterscheidung auf der Basis eines Konsenses entschieden, der aus dem gemeinsamen Gehorsam gegenüber dem Geist hervorgeht.
10. Sich in der Synodalität bilden: Die Spiritualität des „gemeinsamen Gehens“ ist dazu berufen, Bildungsprinzip der menschlichen und christlichen Person, der Familien und der Gemeinschaften, zu werden.

## Erwartungen an die Weltsynode
Katharina Ganz, Generaloberin der Dienerinnen der heiligen Kindheit Jesu, hoffte, dass die von Papst Franziskus angestoßene Weltsynode „letztlich eine Vorstufe […] zu einem dritten Vatikanischen Konzil“ sein könnte. „Vielleicht erleben wir das noch innerhalb der nächsten zehn Jahre. Die Tür ist vielleicht gerade noch geschlossen, aber hoffentlich nicht abgeschlossen.“
Angesichts des von einigen Gläubigen und Kirchenamtsträgern gesehenen Reformbedarfs in der römisch-katholischen Kirche mehren sich die Stimmen, die ein solches Konzil fordern.
Laut Cirill Tamás Hortobágyi OSB, dem Erzabt von Pannonhalma, will Franziskus mit dem Weg der Synodalität das Zweite Vatikanische Konzil (1962–1965) weiterführen: „Mit der kirchlichen Tendenz, erst einmal abzuwarten, kommen wir aber nicht weiter. Das Konzil wollte auch etwas ganz anderes: neue Wege einschlagen. Das müssen wir weiter tun“.

## Ablauf

### Diözesane Phase
In der diözesanen Phase von Oktober 2021 bis August 2022 sind in allen Diözesen (Bistümer oder Ortskirchen) der Welt möglichst alle Gläubigen zu Wort gekommen und konnten ihre Meinung beitragen. Die Zusammenfassungen dieser innerdiözesanen Rückmeldungen wurden dann als diözesane Stellungnahmen an die nationalen Bischofskonferenzen übermittelt.
Die einzelnen Bistümern haben die Beteiligung ihrer Kirchenmitglieder sehr unterschiedlich gestaltet. So hat das Bistum Basel sehr früh die Beteiligung abgeschlossen und die Ergebnisse veröffentlicht. Im Erzbistum Köln wurde die breite Kampagne „Sag’s dem Papst“ ins Leben gerufen, deren Ergebnisse von einer Diözesansynodalen Versammlung am 1. Mai 2022 beschlossen wurden. Andere Bistümer beteiligen lediglich die vorhandenen Gremien zur Vorbereitung ihrer Stellungnahme.
Es zeigte sich, dass in den einzelnen Diözesen vor allem kirchliche Reformen thematisiert und gefordert wurden. Dazu gehörten auch Forderungen, die erstmalig auf einer Weltbischofssynode erörtert würden, beispielsweise zu den Themen Zölibat, Homosexualität und Frauenordination. So wurde in diözesanen Stellungnahmen, die die Ergebnisse der Gläubigenbefragung zusammenfassen (z. B. Bistum Basel, Erzbistum Köln) die Einführung des Frauenpriestertums gefordert.
Auf der Basis der diözesanen Stellungnahmen sollten die nationalen Bischofskonferenzen bis zum August 2022 eine 10-seitige Zusammenfassung für den Vatikan erstellen. Zur nationalen Phase betonte die Untersekretärin der Bischofssynode, Schwester Nathalie Becquart: „Papst Franziskus hat es immer wieder gesagt und Kardinal Mario Grech und ich haben es immer wiederholt: Dies ist die wichtigste Phase der Synode, weil es darum geht, dem Volk Gottes zuzuhören – in all seiner Diversität.“
Anfang August 2022 wurde der 13-seitige Bericht der Deutschen Bischofskonferenz veröffentlicht, der die Rückmeldungen der 27 deutschen (Erz-)Diözesen und des Katholischen Militärbischofsamts zu den zehn Fragestellungen des weltweiten synodalen Prozesses zusammenfasst. Mit Blick auf synodale Prozesse zeige sich eine gewisse Ambivalenz. „Einige sind so enttäuscht, dass sie von einer neu beschworenen Synodalität nichts mehr erwarten. Andere lehnen diese ab und wollen, dass alles beim Alten bleibt“, heißt es in dem Dokument. Die große Mehrheit aber sehne sich nach einer „umfassenden Kultur der Synodalität, die von Offenheit, Empathie und Authentizität und einer Spiritualität des gemeinsamen Gehens geprägt ist“.
Im Bericht für die Weltsynode wurde auch der Synodale Weg in Deutschland thematisiert, dessen Ziel es ist, die systemischen Ursachen des Missbrauchs zu beseitigen und die Kirche zu erneuern, um das Evangelium in Zukunft wieder glaubhaft verkünden zu können. Die Synodalversammlungen fänden insgesamt ein breites Echo in der kirchlichen und außerkirchlichen Öffentlichkeit, „die Resonanz in den Gemeinden ist hingegen eher gering.“ Die Rückmeldungen aus den Diözesen wünschten jedoch, dass die Themen des Synodalen Wegs in Deutschland als „wichtige ortskirchliche Anliegen“ in die Weltbischofssynode eingebracht würden. Dies sei Voraussetzung für eine neue Glaubwürdigkeit der Kirche in Deutschland und ihrer Sendung.
Inhaltlich brauche es eine klare Positionierung der deutschen Bischöfe zu den drängenden Fragen dieser Zeit wie den gleichberechtigten Zugang aller Getauften – also auch der Frauen – zu den kirchlichen Ämtern, eine Neubewertung in der Sexualmoral und einen diskriminierungsfreien Umgang mit homosexuellen und queeren Menschen, um das Vertrauen in die Kirche wieder herzustellen. In Bezug auf den Missbrauchsskandal in der Kirche brauche es zudem eine klare Übernahme von Verantwortung, Kontrolle von Macht sowie den Versuch der Wiedergutmachung gegenüber den Betroffenen.
Vieles deutet darauf hin, dass die Themen des Synodalen Weges in Deutschland, die sich mit den jüngst veröffentlichten Rückmeldungen zur Weltsynode aus den deutschen Diözesen decken, keineswegs einen Sonderweg markieren, der in eine von der Weltkirche losgelöste „Nationalkirche“ führt. Die deutschen Reformthemen finden sich auch in den Stellungnahmen aus anderen Ländern, z. B. aus den Vereinigten Staaten, Australien, der Schweiz, Österreich, Belgien, Irland oder Großbritannien: die Missachtung von Frauen, Homosexuellen und anderen Gruppen, der Ausschluss der Frauen vom Diakonat und Priesteramt, der Widerstand der Bischöfe gegen jeglichen Wandel, die Wahrnehmung der Laien, dass ihre Erfahrungen und Meinungen in den Entscheidungen der Bischöfe keine Berücksichtigung finden und die Notwendigkeit, die Distanz zwischen Klerus und Laien zu verringern („need to bridge the gap“), um dem verbreiteten Klerikalismus entgegenzuwirken. In der irischen Kirche sprachen sich 96 % der befragten Katholiken für den Zugang der Frauen zum Priesteramt aus.

### Kontinentale Phase
Über die abgeschlossene erste Phase der Weltsynode hat der Vatikan berichtet und einen Ausblick auf die nächste Etappe geworfen. So erreichten das Synodenbüro etwas mehr als 100 Zusammenfassungen der insgesamt 114 Bischofskonferenzen. Sie enthalten Synthesen der Befragungen von Pfarreien, Verbänden, geistlichen Bewegungen, Universitäten, Ordensgemeinschaften und ähnlichen Gruppen. Ebenso schickten die katholischen Ostkirchen und die Generaloberen der Internationalen Union der Generaloberen Zusammenfassungen nach Rom. Aus den (national-)kirchlichen Stellungnahmen wurde in Rom das Arbeitsdokument „Mach den Raum deines Zeltes weit“ (Jes 54,2) für die kontinentale Etappe („Instrumentum Laboris I“) erarbeitet.
Sieben kontinentalen Versammlungen – Afrika, Ozeanien, Asien, Naher Osten, Europa, Lateinamerika und die Karibik sowie USA und Kanada – berieten bis zum März 2023 darüber. An den Treffen der kontinentalen Versammlung, die die größte Zahl von Katholiken vertritt, nämlich der für Lateinamerika und die Karibik, nahmen insgesamt 415 Frauen und Männer teil, nämlich 65 Bischöfe, 70 Priester, 61 Ordensschwestern und Ordensbrüder, 16 Diakone und 194 Laien.
Die kontinentale europäische Konferenz fand vom 5. bis zum 12. Februar 2023 als „Prager Synode“ in zwei Phasen statt, organisiert vom Rat der Europäischen Bischofskonferenzen (CCEE).
An der ersten Phase der „Prager Synode“ vom 5. bis zum 9. Februar 2023 nahmen Delegationen der 39 nationalen Bischofskonferenzen mit Klerikern und Laien teil. Aus Deutschland waren dies der Vorsitzende der Deutschen Bischofskonferenz (DBK), Bischof Georg Bätzing, die Präsidentin des Zentralkomitees der deutschen Katholiken (ZdK), Irme Stetter-Karp, ZdK-Vize Thomas Söding und die DBK-Generalsekretärin Beate Gilles. Aus Österreich nahmen der Vorsitzende der Bischofskonferenz, Erzbischof Franz Lackner, die Wiener Pastoraltheologin Regina Polak, die Innsbrucker Hochschul-Rektorin Petra Steinmair-Pösel und der Salzburger Theologe Markus Welte teil. Die Schweizer Delegation bestand aus Mgr. Felix Gmür, Präsident der Schweizer Bischofskonferenz; Cristina Vonzun, Leiterin des Katholischen Medienzentrums der italienischen Schweiz; Tatjana Disteli, Generalsekretärin der Aargauer Landeskirche; und Helena Jeppesen-Spuhler, Mitarbeiterin bei Fastenaktion. Weitere je zehn Vertreter der Nationalkirchen konnten online teilnehmen.
An der zweiten Phase der „Prager Synode“ vom 10. bis zum 12. Februar 2023 nahmen ausschließlich die 39 Vorsitzenden aller Bischofskonferenzen in Europa teil.
Die Deutsche Bischofskonferenz veröffentlichte nach dem Abschluss der Prager Synode den Text „Kontinentalversammlung für Europa: Schlussbemerkungen“. Er reflektierte die „ermutigenden“ Erfahrungen und nannte acht Punkte, die in die weiteren Beratungen hineingetragen werden sollten.
Mit Vorliegen der Abschlussberichte der Kontinentalversammlungen wurde die kontinentale Phase der Weltsynode beendet. Die Abschlussberichte wurden im März 2023 veröffentlicht – auch derjenige der Prager Synode. Erste Stellungnahmen dazu sehen Licht und Schatten.

### Weltkirchliche Phase mit der Generalversammlung
Auf die breite Konsultations- und Beratungsphase folgte die erste Tagung der Bischofssynode im Oktober 2023 in Rom. Nach einer erneuten Beteiligung „des Volkes Gottes“ mit Beratungen in den Ortskirchen entschied Papst Franziskus im Oktober 2022, die Weltsynode mit der zweiten Tagung der Bischofssynode im Oktober 2024 abzuschließen.
Mitglieder der Generalversammlung der Bischofssynode (Weltbischofskonferenz) waren zum einen Bischöfe der römisch-katholischen Kirche. Dazu kamen zum anderen weitere Personen mit Stimmrecht, die vom Papst als Teilnehmer bestimmt wurden, darunter auch Laien. Die Möglichkeit, dass Personen stimmberechtigt teilnehmen konnten, die das Bischofsamt nicht innehaben, hatte Papst Franziskus mit seiner Apostolischen Konstitution Episcopalis communio vom 15. September 2018 für diese und folgende Bischofskonferenzen eröffnet.

#### 1. Tagung im Oktober 2023

##### Teilnehmer
Auf der Frühjahrsversammlung der deutschen Bischöfe 2023 in Dresden wurden die Vertreter der Deutschen Bischofskonferenz für die Bischofssynode im Oktober 2023 gewählt: der Vorsitzende der Deutschen Bischofskonferenz, Bischof Georg Bätzing, Bischof Bertram Meier und Bischof Franz-Josef Overbeck. Als Stellvertreter wurden Weihbischof Matthäus Karrer und Weihbischof Stefan Zekorn gewählt. Die drei Vertreter wurden auf der offiziellen Liste der Teilnehmer am 7. Juli bestätigt. Als Vertreter der österreichischen Bischofskonferenz nahm Erzbischof Franz Lackner teil, als Vertreter der Schweizer Bischofskonferenz Bischof Felix Gmür. Der seit 2021 für Deutschland zuständige Bischof Bohdan Dsjurach vertrat als einer von drei Delegierten die Ukrainische griechisch-katholische Kirche. Die Schweizerin Helena Jeppesen-Spuhler und die deutsche Ordensschwester Anna Mirijam Kaschner zählten zu den stimmberechtigten Vertreterinnen Europas.
Weitere Teilnehmer kamen aus dem deutschsprachigen Raum aufgrund ihrer Funktion, etwa die Kardinäle Christoph Schönborn als Mitglied des vatikanischen Synodenrats und Kurt Koch, Präfekt des Dikasteriums zur Förderung der Einheit der Christen. Vom Papst persönlich nominiert waren die Bischöfe Felix Genn, Stefan Oster und Kardinal Gerhard Ludwig Müller.
Insgesamt zählte die Synode 375 stimmberechtigte Mitglieder, davon 275 Bischöfe, 55 Priester und Ordensleute sowie 45 Laien und Laiinnen. Erstmals in der Kirchengeschichte waren Frauen in einer Bischofssynode stimmberechtigte Mitglieder, dies war mit der für die Vorbereitung der Weltsynode verantwortlichen Nathalie Becquart seit 2021 klar. Ein Siebtel der Delegierten war weiblich.
Neben den Mitgliedern nahmen auch acht Gäste und 75 Experten an der Synode teil, die kein Stimmrecht hatten. Als Gäste geladen waren aus dem deutschen Sprachraum der Theologe Thomas Schwartz und der Taizé-Prior Alois Löser. Als nicht-stimmberechtigte Experten im Sinne theologischer Berater geladen waren u. a. die in Linz lehrende Pastoraltheologin Klara-Antonia Csiszar, die deutschen Theologen Thomas Söding und Christoph Theobald, die in Erfurt lehrende Kirchenrechtlerin Myriam Wijlens und die in der Schweiz wirkende geweihte Jungfrau Claire Jonard.
Wegen des Stimmrechts von Teilnehmern, die keine Bischöfe sind, wurde von Kritikern  die „bischöfliche Autorität“ der Versammlung in Frage gestellt. Der Vatikan teilte am 25. Oktober 2023 mit, in der Synodenaula sei auch mit Blick auf die Anwesenheit von Nichtbischöfen „die Natur und die Autorität der Versammlung unterstrichen“ worden. Es handele sich um eine beratende Versammlung; die Teilnahme von Nichtbischöfen sei in der von Papst Franziskus 2018 in Kraft gesetzten Konstitution Epicopalis communio vorgesehen.

##### Beratungen
Grundlage der Beratungen war ein Arbeitsdokument (Instrumentum laboris), das am 20. Juni 2023 in Rom vorgestellt worden war. Es sollte nicht als Textvorlage für die Synode dienen, die dann lediglich noch diskutiert und ggf. überarbeitet wird, sondern als ein Impuls für die Beratung vor Ort. Das 70-seitige Dokument enthielt Leitfragen und Arbeitsblätter für die Synodalversammlung, in die Ergebnisse der Beratungen auf Ebene der Ortskirchen und insbesondere der sieben Kontinentalversammlungen eingeflossen waren. Dieses Dokument war der Leitfaden für die erste Versammlung der Weltbischofssynode im Oktober 2023. Sie stand unter dem Leitwort „Für eine synodale Kirche: Gemeinschaft, Teilhabe und Sendung“.
Das Instrumentum laboris hatte zwei Teile:
A. Für eine synodale Kirche. Eine ganzheitliche Erfahrung
A 1. Die besonderen Merkmale einer synodalen Kirche
A 2. Ein zukunftsweisender Weg für die synodale Kirche: das Gespräch im Geist
B. Gemeinschaft, Sendung und Teilhabe. Drei prioritäre Fragestellungen für eine synodale Kirche
B 1. Eine Gemeinschaft, die ausstrahlt: Wie können wir noch stärker zu einem Zeichen und Werkzeug der Vereinigung mit Gott und der Einheit der ganzen Menschheit werden?
B 2. Gemeinsame Verantwortung in der Sendung: Wie können wir Fähigkeiten und Aufgaben im Dienst des Evangeliums besser miteinander teilen?
B 3. Teilhabe, Verantwortung und Autorität. Welche Prozesse, Strukturen und Institutionen gibt es in einer auf die Sendung ausgerichteten, synodalen Kirche?
Angefügt waren strukturierte Arbeitsblätter für die Synodalversammlung als eine Art Leitfaden für Gebet und persönliche Reflexion sowie als Grundlagen-Module des synodalen Austausches.
Die Synode tagte in der vatikanischen Audienzhalle. Am 30. September 2023 fand als Einstimmung ein Ökumenisches Abendgebet auf dem Petersplatz statt, vom 1. bis zum 3. Oktober trafen sich die Synodalen zu Besinnungstagen in einem Haus nahe bei Rom. Am 4. Oktober wurde die Tagungsphase mit einer heiligen Messe eröffnet. Am ersten und letzten Tag der Synodalversammlung war für Bischöfe und Kardinäle am ersten und am letzten Tag (29. Oktober) das Tragen der Soutane mit den dazugehörigen weiteren Teilen vorgeschrieben; an den übrigen Tagen bestand keine Verpflichtung zum Tragen von Klerikerkleidung.
Die vier thematischen Arbeitseinheiten begannen jeweils mit einem Gottesdienst und der Vorstellung des Themas im Plenum mittels Vorträgen, Berichten und Impulsen, die simultan übersetzt werden. Es folgte eine Phase mit 35 Arbeitsgruppen von jeweils 10 bis 12 Teilnehmern, die aufgrund von sprachlichen und inhaltlichen Präferenzen zusammengesetzt waren. Arbeitssprachen waren englisch, italienisch, spanisch, portugiesisch und französisch. In den Gruppen an runden Tischen wechselten Gespräch und Gebet nach der Methode des „geistlichen Gesprächs“. Anschließend präsentierten die Gruppen ihre Ergebnisse im Plenum. In einer zweiten Plenumsversammlung wurde abgestimmt; dabei waren Wortmeldungen möglich. Schließlich wurde wiederum in den Kleingruppen über die Berichte diskutiert und eine Zusammenfassung erstellt.
Der Entwurf für den zusammenfassenden Bericht wurde von den Sondersekretären der Synode zusammengestellt, die berufenen Experten wirkten dabei mit. Dabei mussten 1125 Änderungsanträge aus den Arbeitsgruppen und 126 Einzelanträge bearbeitet werden, die aber zum großen Teil fast identisch sind. Eine Redaktionskommission aus Mitgliedern der Synode hat mit absoluter Mehrheit den Bericht beschlossen. Dieser wurde den Mitgliedern der Synode am 28. Oktober 2023 zur absatzweisen Abstimmung vorgelegt. Dabei war jeweils eine Zweidrittelmehrheit von Ja-Stimmen der anwesenden Mitglieder erforderlich, Enthaltungen waren nicht möglich.

##### Ergebnis
Die Synodalversammlung beschloss am 28. Oktober 2023 mit einer sehr breiten Mehrheit, die immer über 80 % der Stimmen lag, die Prüfung theologischer und kirchenrechtlicher Veränderungen, die in einem nächsten Schritt konkrete Reformen in der Kirche ermöglichen sollen. Als ein Kriterium für Glaubensfragen wurde auch der „Konsens der Gläubigen“ genannt. Im Einzelnen:
- Die Synode befürwortete das Bemühen um eine veränderte Sexualmoral
- sowie um eine verständliche und geschlechtergerechte Sprache bei Gottesdiensten,
- die Stärkung nationaler und kontinentaler Bischofsversammlungen im Sinne einer Dezentralisierung.
- In der Frage der Einführung des Frauendiakonats soll die theologische Forschung fortgesetzt werden.
- Die kirchliche Basis soll stärker an Bischofsernennungen beteiligt werden.

Mit sehr großer Mehrheit befürwortete die Synode
- die Überwindung von Rassismus in der Kirche,
- einen Bruch mit dem Kolonialismus früherer Jahrhunderte
- und den Abbau von Klerikalismus und Machismo.
- Die Versammlung bekannte sich zur kulturellen Vielfalt innerhalb der Kirche.
- Von Klerikern begangene sexuelle Missbräuche sollen nicht mehr allein von Bischöfen untersucht werden.
- Das Kirchenrecht soll grundlegend geändert werden, um neue Formen der Entscheidungsfindung in der bislang hierarchisch von oben nach unten organisierten Kirche zu ermöglichen.

Obwohl eine Befassung der Bischofsversammlung mit dem Thema des Frauenpriestertums in mehreren Vorbereitungspapieren vorgeschlagen worden war (s. o. Diözesane Phase), war es kein offizieller Beratungsgegenstand und fand auch im Abschlussdokument keine Erwähnung.

##### Bewertung
Das Echo auf das Abschlusspapier fällt zwiespältig aus. Während viele Teilnehmer, darunter die beteiligten deutschen Bischöfe und Vertreter des Zentralkomitee der deutschen Katholiken, ein positives Fazit zogen, wurde andernorts überwiegend auf die langsamen Fortschritte („Trippelschritte“) verwiesen. Kritisiert wurde auch die Ausklammerung wichtiger Themen wie Missbrauch.

#### 2. Tagung im Oktober 2024
Zur Vorbereitung auf die abschließende Tagung der Bischofssynode im Oktober 2024 im Rahmen der Weltsynode legte das Synodensekratariat im Dezember 2023 erste Planungen vor. Für viele reformorientierte Organisationen wichtige Themen wurden dabei ausgeklammert, wie beispielsweise der Zölibat, die Segnung homosexueller Paare oder der Frauendiakonat.
Im Vorfeld der zweiten Tagung stellte der Papst klar, dass das Thema Frauenordination – selbst auf der Eingangsstufe des Diakonats – nicht zum Beratungsgegenstand gehören werde. Dies führte unter anderem zu einem deutschsprachigen „Offenen Brief“ von 13 Organisationen aus Deutschland, der Schweiz und Österreich an den Papst sowie zu einem internationalen „Offenen Brief“ von „Wir sind Kirche International“ und dem Catholic Women’s Council (CWC) im Juni 2024. Beide Briefe forderten die offene Diskussion über die Frauenordination auf der zweiten Tagung der Weltsynode.

##### Teilnehmer
An der Weltsynode vom 2. bis zum 27. Oktober 2024 nahmen 368 Männer und Frauen aus allen Kontinenten teil.
Die Deutsche Bischofskonferenz gab am 18. September 2024 bekannt, dass aus Deutschland die Bischöfe Georg Bätzing (Limburg), Felix Genn (Münster), Bertram Meier (Augsburg), Stefan Oster (Passau), Franz-Josef Overbeck (Essen) sowie der Apostolische Exarch der in Deutschland und Skandinavien wohnenden katholischen Ukrainer des byzantinischen Ritus, Bohdan Dzyurakh, an der Synode teilnehmen werden. Weitere Teilnehmer waren der Hauptgeschäftsführer des Hilfswerks Renovabis, Thomas Schwartz, die Theologen Antonio Autiero und Thomas Söding, Pfarrer Michael Berentzen aus Münster, der Leiter des Zentrums für Berufungspastoral des Jesuitenordens, Clemens Blattert, sowie Matthias Kopp als Sprecher der Bischofskonferenz.

##### Instrumentum laboris
Im Juli 2024 wurde das zweite Instrumentum laboris veröffentlicht, das die zweite Tagung der Bischofssynode vorbereitete. Da sich bei der ersten Tagung im Oktober 2023 gezeigt hatte, dass die einander entgegenstehenden Erwartungen nicht unter einen Hut zu bekommen waren, klammerte das zweite Instrumentum laboris unter anderem den Wunsch afrikanischer Kirchen, die Polygamie kirchlicherseits nicht länger zu ächten, von den Beratungen aus, ebenso das Thema Frauenordination / Frauendiakonat sowie weitere Reformthemen.
Das Instrumentum laboris hat folgende Teile:
- Grundlagen
  - Kirche als Gottesvolk und Sakrament der Einheit
  - Die gemeinsam vertretene Bedeutung von Synodalität
  - Einheit als Einklang in der Unterschiedlichkeit
  - Schwester und Brüder in Christus: eine erneuerte Gegenseitigkeit
  - Aufruf zu Umkehr und Reform
- Teil I – Beziehungen
  - In Christus und im Heiligen Geist: die christliche Initiation
  - Für das Volk Gottes: Charismen und Ämter
  - Mit geweihten Amtsträgern: im Dienst der Harmonie
  - Zwischen den Kirchen in der Welt: die Konkretheit der Gemeinschaft
- Teil II – Wege
  - Eine ganzheitliche, gemeinsame Ausbildung
  - Kirche Unterscheidung für die Sendung
  - Die Gestaltung von Entscheidungsprozessen
  - Transparenz, Rechenschaft, Bewertung
- Teil III – Orte
  - Gebiete, in denen wir gemeinsam gehen
  - Die Ortskirchen in der einen und einzigen katholischen Kirche
  - Die Verbindungen, die der Einheit der Kirche Gestalt verleihen
  - Der Dienst an der Einheit des Bischofs von Rom
- Schluss – Die synodale Kirche in der Welt

##### Beratungen und Abschluss
Die Tagung der Weltsynode in Rom wurde mit einer heiligen Messe am 2. Oktober eröffnet. Es folgten Besinnungstage und Beratungen über die verschiedenen Themenfelder der Synode. Auf Verlangen vieler Teilnehmer und Protest insbesondere von Reformgruppen und Frauenorden wurde das im Vorfeld ausgeklammerte Thema Frauendiakonat nachträglich berücksichtigt. Auch der Vorsitzende der Deutschen Bischofskonferenz, Bätzing, hatte großen Unmut über die Ausklammerung dieses Themas geäußert.
Ein Höhepunkt der Synode war die Heiligsprechung von insgesamt 14 Seligen, darunter Giuseppe Allamano, am 20. Oktober.
Am 21. Oktober wurde der Entwurf des Abschlussdokuments vorgestellt und in der Folge diskutiert. Das endgültige Abschlussdokument wurde am 26. Oktober verlesen und approbiert. Papst Franziskus gab die Beschlüsse der Synode unmittelbar nach der Abstimmung zur Veröffentlichung frei und verzichtete darauf, die Voten der Synode – wie bei Generalversammlung der Bischofssynode zuvor üblich – in einem nachsynodalen Schreiben anzunehmen oder außer Acht zu lassen. Mit einem feierlichen Gottesdienst wurde die Weltsynode tags darauf beendet.